# Ponte Sampaio, Pontevedra
Puente Sampayo (aussi appelé Santa María de Pontesampaio et officiellement Ponte Sampaio) est une paroisse civile de la commune de Pontevedra, dans la province homonyme de la Galice (Espagne). 
C'était une commune indépendante, formée par deux paroisses civiles - Ponte Sampaio et A Canicouva - qui ont été intégrées dans la commune de Pontevedra dans les années 1950.

## Population
Selon le recensement municipal de 2020  Ponte Sampaio avait 1 050 habitants, répartis en 9 entités de population, ce qui signifie une diminution par rapport à 1999 où la localité comptait 1 244 habitants.

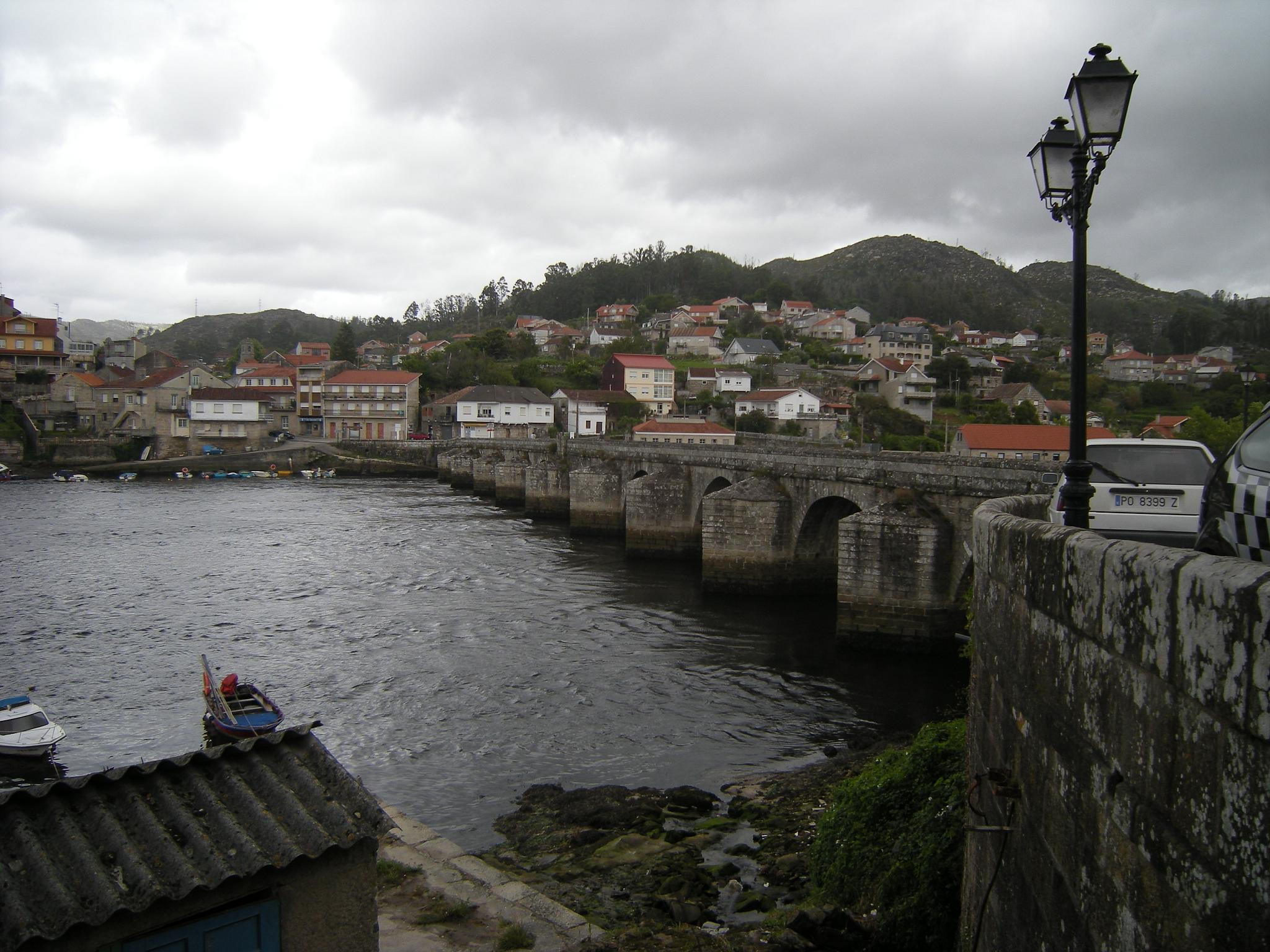
Ponte Sampaio et son pont médiéval d'origine roman.

## Histoire
Elle tire son nom du pont qui la relie à l'ancienne province de Tui à travers la paroisse d'Arcade et où s'est déroulée une bataille, connue sous le nom de Bataille de Pontesampaio, qui fut décisive dans la guerre d'indépendance espagnole contre les Français les 7 et 8 juin 1809, mettant fin à cinq mois d'occupation française. Un monument, le monument aux héros de Puente Sampayo en plein centre-ville de Pontevedra en témoigne.
Le lieu est également connu pour la Muiñeira de Pontesampaio, qui est censée avoir été jouée lors de la bataille qui a eu lieu sur les rives du fleuve Verdugo.

## Lieux d'intérêt

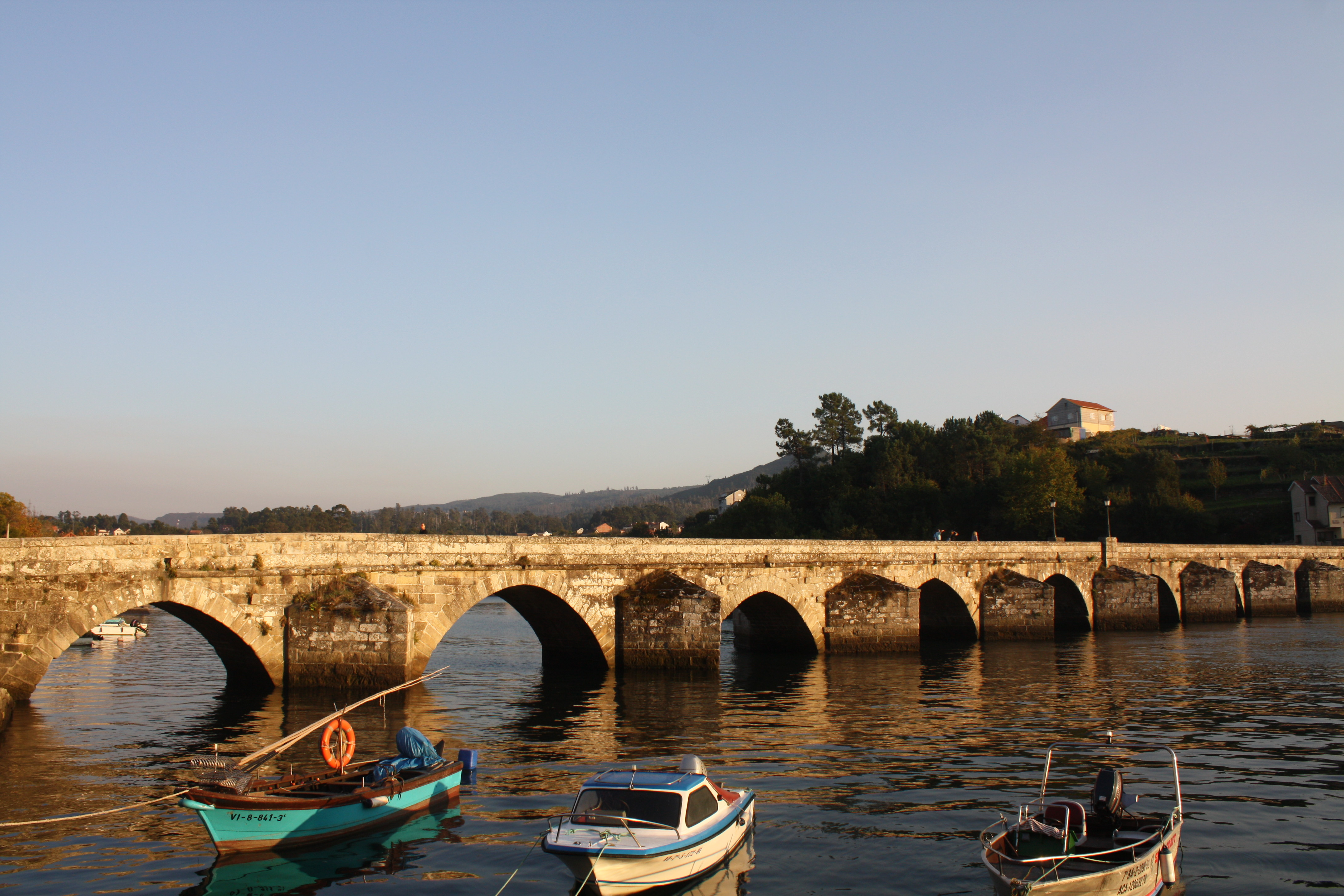
Pont roman.

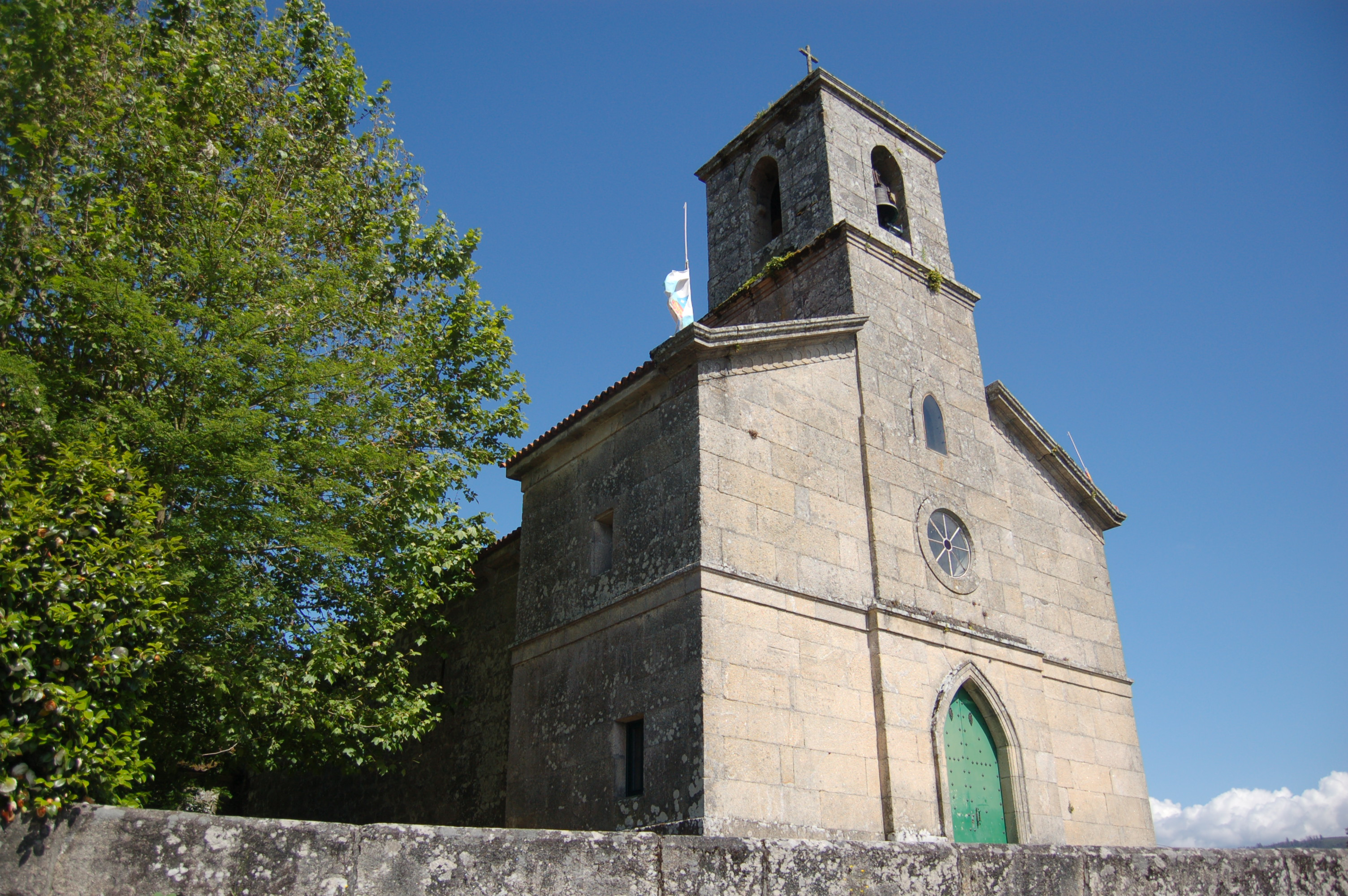
Église Sainte-Marie.

Ce lieu a d'importantes connotations historiques à la limite de la paroisse civile de A Canicouva. Le Camino portugués traverse son territoire par un pont de dix arches semi-circulaires construit sur la rivière Verdugo qui relie cette paroisse civile à Arcade dans la commune voisine de Soutomaior. Bien que l'origine du pont soit romaine, ce qu'il en reste aujourd'hui est médiéval. À proximité, il y a une plage fluviale, ainsi que plusieurs points de vue sur la ria et l'îlot de Castillo.
De même, on peut visiter l'église romane Sainte-Marie de Pontesampaio, du XIIIe siècle, ainsi que la place de Canos da Laxe ("Caños de Piedra") avec son pont médiéval sur la rivière Ulló et plus d'une douzaine de moulins typiques (disparus après les inondations de 2006-7, ainsi que le pont).
Cette paroisse civile conserve également d'importantes traces archéologiques, telles qu'une hache datant de l'âge du bronze, des inscriptions rupestres sur le mont Chan da Cruz ("La plaine de la croix"), un fort pré-romain et un tronçon de la voie romaine.
La Virgen del Carmen est honorée le 16 juillet et la Fête de l'Anguille est célébrée le premier dimanche de juillet. Au lieu-dit de Rañadoiro, il y a un aqueduc appelé "O Paredón", un curieux fossé en pierre au service de l'irrigation des champs.
A Canicouva, qui a 246 habitants et constitue de nos jours une autre paroisse civile de Pontevedra à part entière, compte plusieurs lieux d'intérêt, de l'église Saint-Étienne, une église co-paroissiale, à la "Cama de Santo Estevo", ou lit de Saint-Étienne, une tombe probablement médiévale, creusée dans la roche et dont les propriétés thaumaturgiques sont supposées.
Les hameaux de cette paroisse civile sont: Acevedo, À Ponte, O Rañadoiro  et O Vilar.

### Autres articles
- Pontevedra
- Bataille de Ponte Sampaio
- Île Insuíña